# Derby Motoreta’s Burrito Kachimba
Derby Motoreta’s Burrito Kachimba (DMBK) es una banda sevillana formada en 2017 que fusiona el rock andaluz con psicodelia, flamenco, stoner y rock progresivo, creando un estilo propio que denominan kinkidelia.Este término hace referencia a una estética que mezcla la cultura quinqui con la psicodelia, evocando el espíritu del rock andaluz de los años 70 y 80.

## Biografía

### Inicios (2017–2018)
La formación surge como un proyecto entre amigos y músicos de la escena independiente andaluza, procedentes de grupos como The Milkyway Express, Furia Trinidad, Glazz o Quentin Gas & Los Zíngaros. En sus inicios, DMBK se dio a conocer con canciones autoproducidas y difundidas a través de plataformas digitales. Desde sus primeras maquetas, el grupo destacó por su estilo único, que combinaba la herencia del rock andaluz de los años 70 (influencias como Triana, Medina Azahara,  o Smash) con una energía propia del rock moderno y el carácter psicodélico del stoner rock.
El nombre de la banda, extenso y llamativo, fue elegido de forma irónica y provocadora, como una declaración de intenciones: ofrecer algo tan excesivo como original.

### Consolidación y reconocimiento (2019–2020)
En 2019 lanzaron su álbum debut homónimo, Derby Motoreta’s Burrito Kachimba, a través del sello Primavera Labels. El disco recibió elogios de la crítica especializada por su frescura, atrevimiento sonoro y por revitalizar el legado del rock andaluz con un enfoque contemporáneo. El disco incluye la canción Nana del Caballo Grande, con la colaboración de Rocío Márquez, sobre un poema de Federico García Lorca que ya fue interpretado por Camarón, y la canción Viejo Mundo compuesta por Kiko Veneno.
Fue nombrado Mejor Disco Nacional de 2019 por la prensa musical agrupada en los Premios Ruido, organizados por la Asociación de Periodistas Musicales de España.
Gracias a este álbum, comenzaron a presentarse en festivales como Primavera Sound, Monkey Week o Vida Festival, y realizaron una extensa gira por toda España.

### Éxito y expansión (2021)
En 2021 publican el sencillo Gitana, un adelanto del próximo álbum de la banda, que fue utilizado para la campaña de Cruzcampo Gitana, para el Día de Andalucía, con otros artistas como Camarón.
También, en ese año publicaron su segundo trabajo de estudio, Hilo Negro, producido por Jordi Gil y Tera Bada. Este álbum confirmó la madurez del grupo, con una producción más pulida y un sonido más oscuro y denso, sin abandonar la esencia kinkidélica. Alcanzó el número 1 en ventas de vinilo en España, un hito que consolidó su estatus como uno de los grupos más prometedores del panorama nacional.
Ese mismo año, fueron seleccionados para componer la banda sonora original de la película “Las leyes de la frontera” (dirigida por Daniel Monzón), una adaptación de la novela homónima de Javier Cercas. Su trabajo en esta película fue nominado a los Premios Goya, lo que les abrió las puertas a un público más amplio y los conectó con el mundo del cine.

### Internacionalización y evolución (2022–2025)
Tras el éxito de Hilo Negro, la banda llevó su propuesta musical fuera de las fronteras españolas, con giras en países como México, Argentina, Chile y Estados Unidos, donde fueron especialmente bien recibidos en circuitos alternativos y festivales internacionales.
En 2024, lanzaron su tercer álbum, Bolsa Amarilla y Piedra Potente, donde se aprecia una mayor sofisticación en las composiciones y una exploración de nuevos sonidos. Canciones como Manguara, El Chinche o El Valle muestran un equilibrio entre sus raíces andaluzas y una producción más moderna, con tintes electrónicos, riffs más densos y letras introspectivas. Este disco fue editado por Universal Music Spain, marcando un salto importante en cuanto a difusión y respaldo discográfico.
El 24 de enero de 2025, DMBK ofreció un concierto histórico en el WiZink Center de Madrid. Durante más de tres horas, la banda interpretó su discografía completa, incluyendo su último álbum Bolsa Amarilla y Piedra Potente, así como temas de sus trabajos anteriores y la banda sonora de Las leyes de la frontera.
El concierto contó con la participación de invitados especiales como Ángeles Toledano, Anni B Sweet, Kiko Veneno, El Canijo de Jerez, Indio (Vetusta Morla), Julio Ródenas, Javi Ruibal, Álvaro Jushicú (The Milkyway Express) y Elena Gog. 

## Influencias
Derby Motoreta’s Burrito Kachimba toma como base el legado del rock andaluz de los años 70, citando como influenci
as clave a bandas como Triana, Smash y Medina Azahara. Su música mezcla este espíritu con elementos de psicodelia, flamenco, stoner rock y rock progresivo.
También reconocen la influencia de grupos internacionales como Led Zeppelin, Pink Floyd, Kyuss o King Gizzard & the Lizard Wizard, cuyo enfoque experimental y psicodélico está presente en su sonido. A nivel estético, se inspiran en el cine quinqui, el glam rock y la cultura callejera, conformando un estilo propio que definen como kinkidelia: una fusión entre lo callejero y lo lisérgico.

## Discografía

### Álbumes de estudio
- Derby Motoreta's Burrito Kachimba (2019)
- Hilo negro (2021)
- Bolsa Amarilla y Piedra Potente (2024)

### Otros trabajos
- Las leyes de la frontera (Banda Sonora Original) (2021)

## Premios y nominaciones
| Año  | Resultado | Categoría              | Premio                           | Ref.   |
| ---- | --------- | ---------------------- | -------------------------------- | ------ |
| 2019 | Ganador   | Mejor Disco Nacional   | Premio Ruido                     | [ 24 ] |
| 2021 | Nominado  | Mejor Disco Nacional   | Premio Ruido                     | [ 25 ] |
| 2022 | Nominado  | Mejor canción original | Premios Goya                     | [ 26 ] |
| 2025 | Pendiente | Mejor álbum de rock    | Premios de la Academia de Música | [ 27 ] |
| 2025 | Pendiente | Álbum del año          | Premios de la Academia de Música | [ 27 ] |

## Integrantes
- Dandy Piranha – voz
- Bacca – guitarra
- Gringo – guitarra
- Soni – bajo
- Papi Pachuli – batería
- Machete Carrasco – sintetizadores y teclados